# Georges Dary
Pour les articles homonymes, voir Dary.
Jean Robert Georges Marie Dary (né le 3 décembre 1889 dans le 7e arrondissement de Paris, mort le 18 avril 1945 à Magné) est un joueur professionnel français de hockey sur glace.

## Carrière
Georges Dary a une carrière courte, de 1919 à 1922, au l'Ice Skating Club Paris avec qui il devient champion en 1921, marquant un but.
Il est dans l'équipe de France aux Jeux olympiques de 1920 à Anvers,.